# Distrito de Zhongzheng (Keelung)

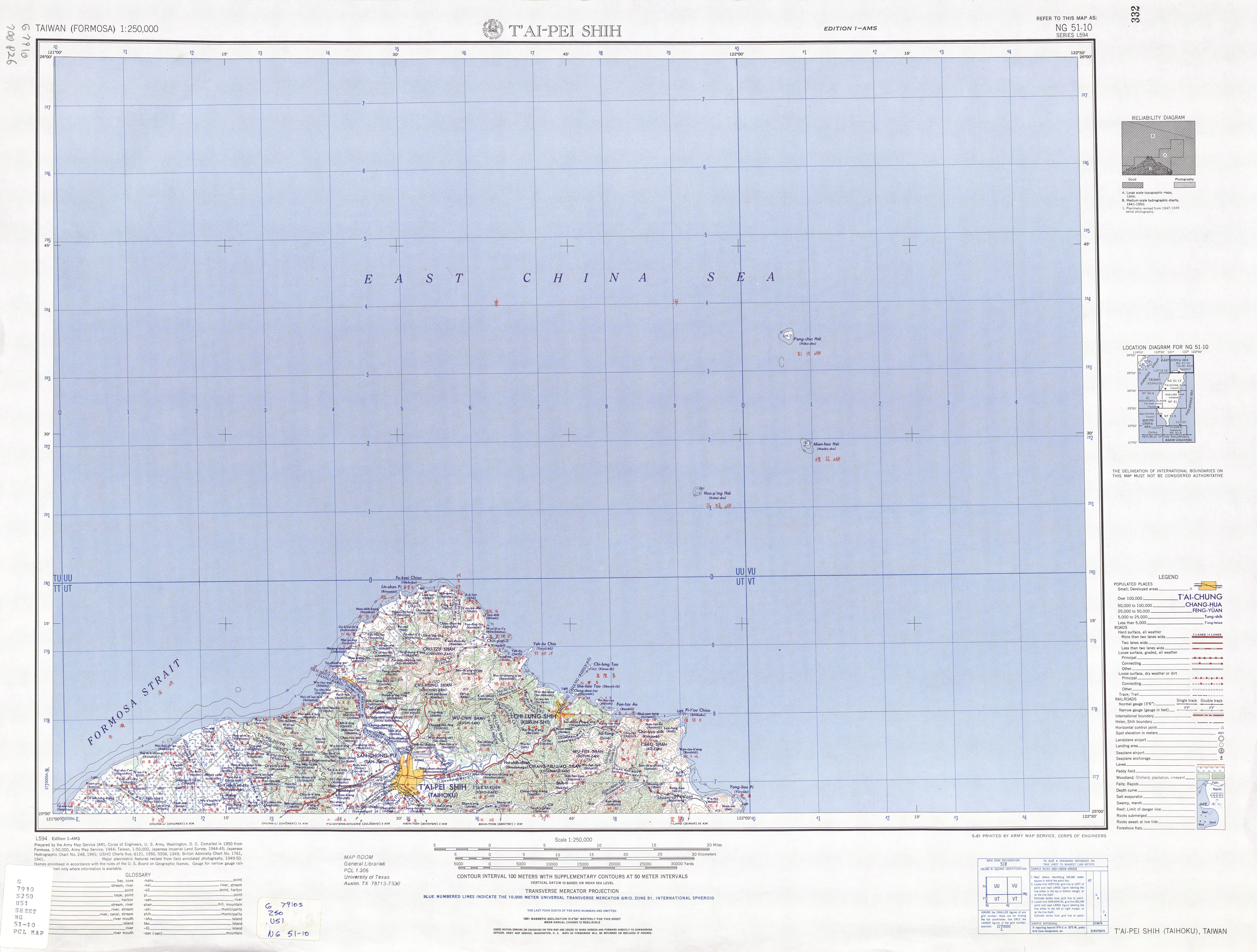
Distrito de Zhongzheng, Keelung (1950)

El distrito de Zhongzheng o Jhongjheng (chino: 中正區; Hanyu Pinyin: Zhōngzhèng Qū; Tongyong Pinyin: Jhongjhèng Cyu; Peh-ōe-jī: Tiong-chèng-khu) es un distrito de la ciudad de Keelung, Taiwán. El distrito fue el primer asentamiento de la Ciudad de Keelung.

## Geografía
Zhongzheng incluye la Isla de la Esperanza (Hoping Island, 和平島) y está cerca del Islote Keelung, así como de los más distantes islotes Pengjia, los islotes Mianhua y los islotes Huaping. Pingfong Rock (屏風岩), justo al este de los islotes Mianhua, es el punto más oriental bajo control real de Taiwán, llamada oficialmente República de China.

## Divisiones administrativas
Zhongzheng se compone de veintiséis barriadas:
- Deyi (德義里)
- Zhengyi/Jhengyi (正義里)
- Xinyi/Sinyi (信義里)
- Yizhong/Yijhong (義重里)
- Gangtong (港通里)
- Zhongchuan/Jhongchuan (中船里)
- Zhengchuan/Jhengchuan (正船里)
- Ruchuan (入船里)
- Zhongsha/Jhongsha (中砂里)
- Zhengsha/Jhengsha (正砂里)
- Zhensha/Jhensha (真砂里)
- Shawan (砂灣里)
- Jianguo (建國里)
- Zhongbin/Jhongbin (中濱里)
- Mar (Haibin) (海濱里)
- Sheliao (社寮里)
- Hexian/Hesian (和憲里)
- Pingliao (平寮里)
- Badou (八斗里)
- Bisha (碧砂里)
- Changtan/Zhangtan (長潭里)
- Shazi/Shazih (砂子里)
- Zhongzheng/Jhongjheng (中正里)
- Zhengbin/Jhengbin (正濱里)
- Xinfeng/Sinfong (新豐里)
- Xinfu/Sinfu (新富)

## Instituciones de gobierno
- Gobierno de la Ciudad de Keelung
- Consejo de la Ciudad de Keelung

## Educación
- Universidad Nacional Taiwan Ocean

## Lugares de interés turístico
- Badouzi Fishing Port.
- Bisha Fishing Port.
- Chung Cheng Park.
- Ershawan Battery.
- Heping Island Park.
- Keelung City Indigenous Cultural Hall.
- Keelung Cultural Center.
- Keelung Fort Commander's Official Residence.
- National Museum of Marine Science and Technology.
- Pengjia Lighthouse.
- Chaur Jing park.
- Erhsha Bay Battery.
- Padouzi Seashore Park.
- Peace Island Park.[6]

## Transporte
- Estación de Badouzi

## Personajes
- Tong Chang-rong, alcalde de Keelung.
- Wang Tuoh, exministro del Consejo de Asuntos Culturales.